# Queen Rock Montreal
Queen Rock Montreal este un album live al formației engleze Queen. A apărut ca CD dublu / triplu vinil în anul 2007, pe data de 28 octombrie în Australia, 29 octombrie în Europa și 30 octombrie în Statele Unite.
A fost înregistrat în Montreal, Quebec, Canada la Montreal Forum pe 24 și 25 noiembrie, 1981, cu exact zece ani înainte de decesul solistului Freddie Mercury.  Acest album marchează prima apariție oficială a soundtrack-ului concertului We Will Rock You în format audio.
Spre diferență de versiunea video originală, numită We Will Rock You, noul Queen Rock Montreal conține întreg concertul.

## Listă melodii CD
| Discul întâi: 1. Intro (Taylor) 2. We Will Rock You (Fast) (May) 3. Let Me Entertain You (Mercury) 4. Play the Game (Mercury) 5. Somebody to Love (Mercury) 6. Killer Queen (Mercury) 7. I'm in Love With My Car (Taylor) 8. Get Down, Make Love (Mercury) 9. Save Me (May) 10. Now I'm Here (May) 11. Dragon Attack (May) 12. Now I'm Here (Reprise) (May) 13. Love of My Life (Mercury) | Discul doi: 1. Under Pressure (Queen/Bowie) 2. Keep Yourself Alive (May) 3. Drum and Tympani Solo (Taylor) 4. Guitar Solo (May) 5. Flash (May) * 6. The Hero (May) * 7. Crazy Little Thing Called Love (Mercury) 8. Jailhouse Rock (Leiber/Stoller) 9. Bohemian Rhapsody (Mercury) 10. Tie Your Mother Down (May) 11. Another One Bites the Dust (Deacon) 12. Sheer Heart Attack (Taylor) 13. We Will Rock You (May) 14. We Are the Champions (Mercury) 15. God Save the Queen (tape) (arr. May) |

* neapărute anterior

## Personal
- Freddie Mercury – voce, pian, chitară acustică la "Crazy Little Thing Called Love", tamburină la "Keep Yourself Alive"
- John Deacon – chitară bas
- Roger Taylor – tobe, voce de acompaniament, voce la "I'm In Love With My Car", timpan
- Brian May – chitară solo, voce de acompaniament, chitară acustică la "Love Of My Life" și "Crazy Little Thing Called Love"
- Justin Shirley-Smith	– producător